# پوینت دو نانتو

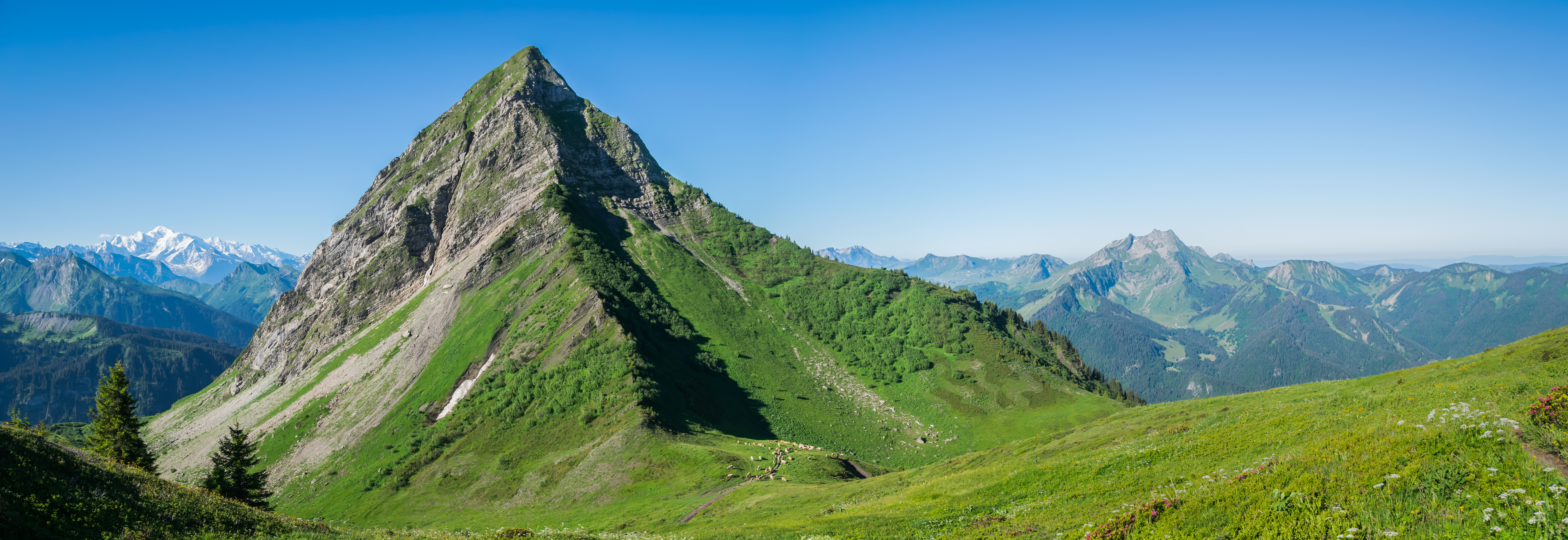
سراسرنمایی از قلهٔ پوینت دو نانتو و چمنزار پیرامون‌اش.

پوینت دو نانتو (به فرانسوی: Pointe de Nantaux) کوهی در شهرستان اوت سووآ در ناحیهٔ اوورنی-رون-آلپ و کمون مونتریون است.
این کوه در رشته‌کوه آلپ شابله واقع شده‌است و ارتفاع قُلهٔ آن به ۲٬۱۷۰ متر از سطح دریا می‌رسد. این کوه بر درهٔ آلپ (fr)، کمون مونتریون (fr) و دریاچهٔ مونتریون (fr) تسلط دارد.